# 赵康 (化学家)
赵康，化学家，天津大学药学院院长，主要从事有机化学、药物化学等方向的研究，中华人民共和国教育部第四批"长江学者"特聘教授，早年曾就读于山东大学、哥伦比亚大学。